# Malé Kyšice
Malé Kyšice település Csehországban, a Kladnói járásban. Malé Kyšice Unhošť, Horní Bezděkov, Chyňava és Bratronice településekkel határos. Lakosainak száma 556 fő (2024. január 1.).

## Népesség
A település lakosságának változását az alábbi diagram mutatja:
| Lakosok száma | 127  | 208  | 238  | 291  | 258  | 249  | 466  | 495  | 524  | 556  |
|               | 1869 | 1890 | 1921 | 1950 | 1980 | 2001 | 2017 | 2019 | 2022 | 2024 |